# Nécrologie

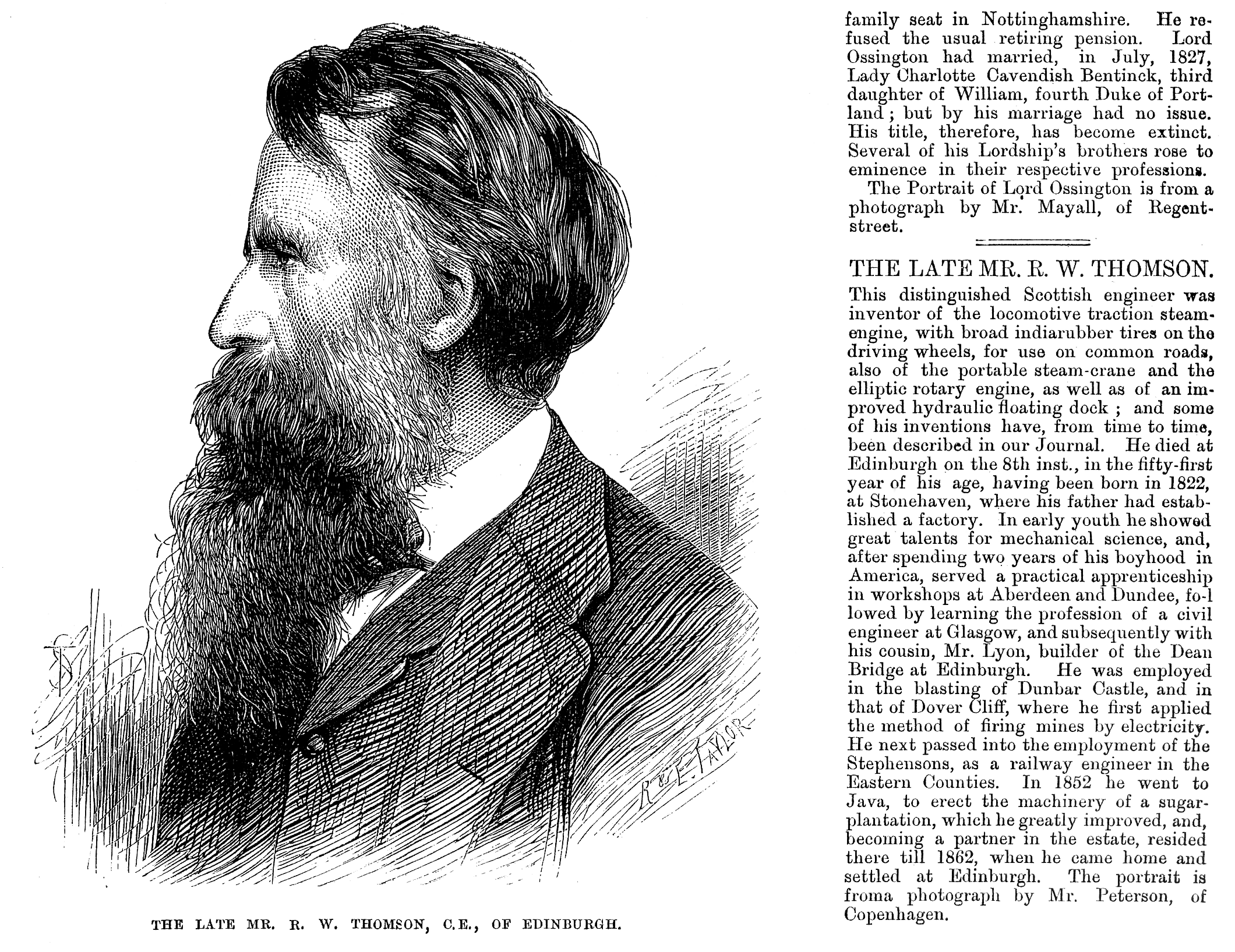
Nécrologie de l'inventeur Robert William Thomson dans l'Illustrated London News du 29 mars 1873

Une nécrologie est un genre journalistique qui consiste en un texte de longueur variable, publié dans un journal ou magazine peu après le décès d'une personnalité, et qui comprend généralement une courte biographie du défunt.
En fonction de la notoriété du disparu, la nécrologie peut prendre place à différents endroits de la publication qui la contient. Le décès d'une personnalité d'envergure nationale sera ainsi rapporté dans un article « généraliste », tandis que la disparition d'une personnalité peu connue en dehors de certains cercles « spécialisés » (comédien ou romancier de « second ordre », scientifique n'ayant jamais été au premier plan) pourra être « reléguée » dans une rubrique spécialisée (« Nécrologie », « Disparitions », etc.). Dans certains cas, la rubrique spécialisée avoisinera même la rubrique du « carnet mondain », où sont publiés les faire-part de naissance, mariages, décès, messes anniversaires, etc., et pourra, comme un faire-part, inclure une liste succincte de la parentèle du défunt et les jours, heures et localisations des obsèques et de l'inhumation ou de la crémation.
En raison du temps court entre l'annonce d'un décès et la date-butoir de publication de la nécrologie dans la presse (surtout s'il est nécessaire de donner des indications relatives au déroulement des obsèques), la plupart des journaux prennent la précaution de rédiger à l'avance des nécrologies pour diverses personnes célèbres encore en vie. Cette tâche est souvent dévolue à de jeunes journalistes débutants. Toutefois, quelques journaux d'importance nationale disposent dans leur rédaction d'un service spécialisé entièrement consacré à la mise au point et à la mise à jour de nécrologies.
Dans la plupart des rédactions, des nécrologies sont stockées dans un endroit nommé marbre ou frigo et quelquefois réactualisées pour le moment opportun, même si la majorité est rédigée après le décès. Le New York Times prétend en avoir 1 200. Le sujet de la nécrologie survit parfois à son nécrologue : ainsi pour la nécrologie de Jacques Chaban-Delmas dans Le Monde, on publia celle rédigée par André Passeron mort six ans plus tôt,, ; de même, un des co-rédacteurs de la nécrologie de Jacques Chirac pour le New York Times était mort plus d'une décennie auparavant.
Parmi les journaux français qui publient fréquemment des nécrologies, on peut citer les quotidiens Le Figaro et Le Monde. Dans la presse anglo-saxonne, The Economist est particulièrement réputé pour ses nécrologies, auxquelles il consacre une page entière chaque semaine.
La tonalité des nécrologies publiées dans la presse anglo-saxonne varie souvent selon qu'elle est publiée dans un journal des États-Unis ou du Royaume-Uni. Les nécrologies publiées aux États-Unis ont en effet tendance à être respectueuses et à éviter les « sujets qui fâchent », tandis que celles publiées dans la presse britannique peuvent parfois être très critiques à l'égard du défunt qui est l'objet de l'article.
On ne compte plus les nécrologies publiées faussement (par erreur ou intention maligne) du vivant même du « défunt » :
- aux États-Unis, un des exemples les plus connus concerne l'écrivain Mark Twain, dont le décès fut annoncé, et qui répondit avec humour par des communiqués indiquant « les rumeurs concernant ma mort ont été grandement exagérées » (« The rumors of my death have been greatly exaggerated ») ;
- en France, le quotidien Libération a ainsi publié, en 1978, un article qui, sans être une nécrologie à proprement parler, s'étendait largement sur une prétendue disparition du dictateur nicaraguayen Anastasio Somoza à l'occasion d'une révolution, alors qu'il est resté au pouvoir jusqu'en 1979 et ne devait mourir assassiné, exilé au Paraguay, qu'en 1980.